# Game Gear
Il Game Gear (セガゲームギア?, Gēmu Gia) è una console portatile a colori prodotta da SEGA tra il 1990 e il 1997.
La piattaforma dal punto di vista hardware era un derivato del Sega Master System.

## Storia
Sviluppata con il nome in codice Project Mercury, la console venne lanciata sul mercato per competere il Game Boy, lanciato sul mercato l'anno precedente da Nintendo, e dispone di uno schermo composto da un LCD a matrice passiva a colori, dotato di retro-illuminazione.
Fu distribuita in Giappone nel 1990, in America settentrionale ed Europa nel 1991 e in Australia nel 1992; in Italia era distribuito dalla Giochi Preziosi. Prima della sua dismissione ufficiale avvenuta nel 1997, si stima che il Game Gear abbia venduto 8,65 milioni di unità, battendo altri sistemi contemporanei come Atari Lynx e Watara Supervision.

### Le cause dell'insuccesso
Nonostante l'ambizione, in parte riuscita, di proporsi come una console che risolvesse i problemi del Game Boy, il Game Gear non ebbe lo sperato successo commerciale a causa di alcuni motivi:
- Il software: nei due anni trascorsi dal lancio, il Game Boy vantava già una libreria di titoli molto cospicua e di ottima qualità, soprattutto grazie all'appoggio delle terze parti; per contro, pochi sviluppatori esterni a SEGA stessa pubblicarono i loro giochi sul Game Gear. Pertanto, la maggior parte dei giochi per questa console furono sviluppati dalla casa madre ed inoltre moltissimi furono sviluppati in parallelo sul SEGA Master System.
- Il prezzo: le maggiori prestazioni del Game Gear si traducevano in un costo superiore rispetto al prodotto Nintendo; la differenza del prezzo di lancio era di 40$ negli USA (149,99$ contro 109,99$) e di circa 100.000 ₤ in più in Italia. A questo va aggiunto il costo per le batterie necessarie per l'alimentazione nel caso non si avesse l'alimentatore.
- L'hardware: uno dei maggiori difetti è la bassa autonomia di gioco; nonostante l'utilizzo di sei batterie (contro le quattro del Game Boy), è infatti di circa sei ore (a differenza delle 36 del rivale). Inoltre anche le dimensioni e il peso sono superiori. Tuttavia il difetto più eclatante della console è prettamente interno: ad inizio anni '90 infatti non era raro che i dispositivi elettronici disponessero di condensatori difettosi, pertanto ciascun Game Gear prodotto prima o poi ha finito inevitabilmente per avere difetti allo schermo o al comparto sonoro. Ad oggi è comunque possibile sostituire i condensatori di fabbrica con altri più moderni; in tal modo la console potrà tornare a funzionare regolarmente.

## Accessori

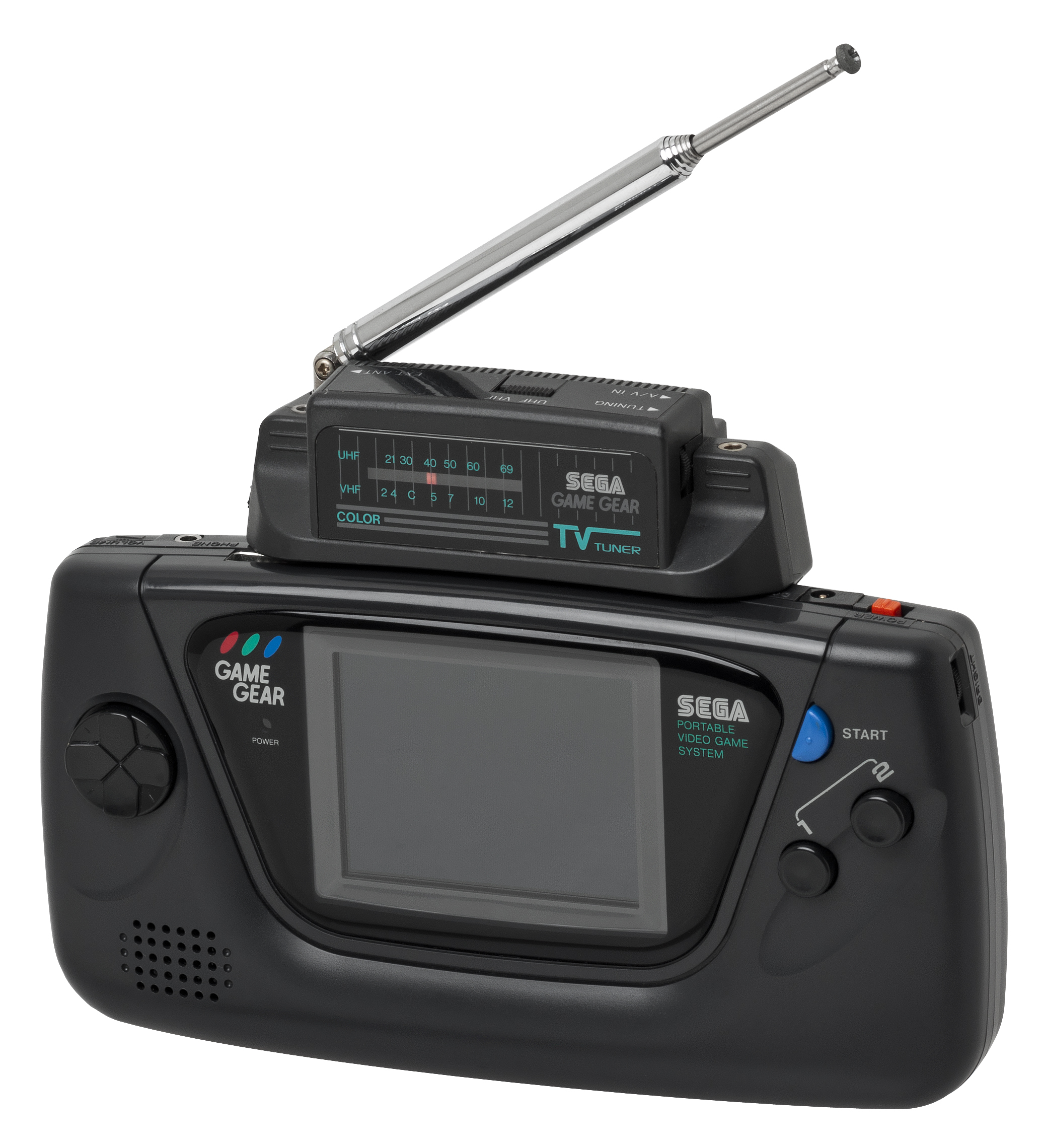
Game Gear con TV Tuner

Disponeva di alcune periferiche come il TV Tuner, che trasforma la console in una televisione portatile da 3" con ingressi audio e video e sintonizzatore analogico, e il Master Gear Converter, che consente di utilizzare i giochi del Sega Master System.

## Caratteristiche tecniche
- CPU: Zilog Z80 (8 bit) a 3,6 MHz
- Chip video: TMS9918 (8 bit) modificato
- RAM: 8 kB
- RAM video: 16 kB
- Display LCD a colori a matrice passiva
- Risoluzione video: 160×146 (3,2") a 32 colori scelti tra 4096 disponibili
- Audio: 3 canali tonali + 1 canale rumore bianco
- Interruttore On/Off
- Presa alimentatore min 9V/12V 750mah/1A
- Slot per cartucce proprietarie
- Porta di espansione
- Jack cuffia 3,5"
- Rotella regolazione volume

## Videogiochi
I videogiochi pubblicati per Game Gear sono oltre 350, senza contare che con l'apposito accessorio può eseguire anche i giochi per Master System.
Gran parte dei giochi per Game Gear è prodotta dalla SEGA stessa e molti sono in ogni caso conversioni di giochi per Master System, ma non mancano i titoli originali. La diversità dell'offerta di giochi consentì alla console di sconfiggere la concorrenza dell'Atari Lynx, sebbene non scalfì il dominio della Nintendo.
Secondo una selezione fatta dalla rivista Retro Gamer, dieci dei migliori giochi per Game Gear sono Gunstar Heroes, Baku Baku Animal, Wonder Boy III: The Dragon's Trap, Sonic the Hedgehog 2, Bubble Bobble, Streets of Rage 2, Shinobi II: The Silent Fury, Power Strike 2, Prince of Persia e Shining Force II.
Tra i migliori titoli esclusivi del Game Gear la rivista ricorda Popils: The Blockbusting Challenge, Shinobi II, Defenders of Oasis, Power Strike 2 (uscito anche per Master System, ma molto diverso), Arena.